# Кавли, Хью
Хью Кавли (англ. Hugh Calveley; примерно 1315/20 — 23 апреля 1394) — английский рыцарь, участник Столетней войны. Сражался в Бретани, участвовал в кастильском походе Эдуарда Чёрного принца в 1367 году. Получил от короля Кастилии Энрике Трастамарского титул графа Карриона. Занимал посты губернатора Нормандских островов, капитана Бреста.

## Биография
Хью Кавли принадлежал к рыцарскому роду из Чешира и был младшим сыном Дэвида Кавли и его первой жены Джоан. Он родился примерно в 1315/20 году. С ранних лет Кавли участвовал в боевых действиях на континенте — сначала в качестве простого наёмника, потом как командир отряда бригантов. В 1351 году сражался в Битве тридцати, попал в плен к французам, но вскоре был выкуплен. В 1364 году в битве при Оре командовал арьергардом под началом сэра Джона Чандоса; во многом храбрости и стойкости Кавли англичане были обязаны победой в схватке. В 1365 году Кавли отправился в Испанию, чтобы примкнуть к крестовому походу против мусульман, но вместо этого вступил в армию Энрике Трастамарского, воевавшего за кастильскую корону с единокровным братом Педро Жестоким. Энрике пожаловал Кавли титул графа Карриона.
В 1366 году Хью уехал из Испании в Гасконь. Там он присоединился к Чёрному принцу и снова двинулся в Кастилию — на этот раз как союзник Педро Жестокого. Кавли сражался при Нахере (снова под началом Чандоса) 4 апреля 1367 года. Позже во главе двух тысяч вольных стрелков он грабил владения графа Арманьякского.
В 1377 году Кавли был капитаном Кале, в этом качестве совершил удачные набеги на Булонь и Этапль. В 1378 он был адмиралом флота, вместе с сэром Томасом Перси доставил в Сен-Мало герцога Бретонского и в пути отбил нападение французов. Через год сэр Хью снова отправился в Бретань (на этот раз вместе с Джоном Фицаланом, 1-м бароном Арунделом), но английский флот был почти полностью уничтожен штормом. Кавли чудом спасся и достиг берегов Бретани. Там он стал капитаном Бреста, принял участие в рейде Хамфри, графа Бекингема. В 1383 году Кавли принял участие в континентальной экспедиции Генри ле Диспенсера («крестовом походе Диспенсера»), которая закончилась неудачей.
Некоторое время Кавли занимал должность губернатора Нормандских островов. Доходы от разных постов и военная добыча наверняка сделали его богатым человеком. Известно, что он потратил крупную сумму, чтобы основать совместно с Джоном Хоквудом и сэром Робертом Ноллисом колледж в Риме (1380).
Сэр Хью умер в 1394 году. По данным одного из источников, он был женат на королеве Арагона, но это наверняка неправда: по-видимому, Кавли умер холостяком.